# Hodošan
Hodošan (maďarsky Hodosány) je vesnice v Chorvatsku v Mezimuřské župě. Je součástí opčiny Donji Kraljevec. Nachází se asi 17 km východně od Čakovce a asi 5 km jihozápadně od maďarských hranic. V roce 2011 žilo v Hodošanu 1 254 obyvatel. Nejvíce obyvatel (1 964) zde žilo v roce 1931. V roce 1991 tvořili navzdory krátké vzdálenosti od hranic naprostou národnostní většinu (96,24 % obyvatelstva) Chorvati.
Hodošanem prochází státní silnice D3 a župní silnice Ž2003 a Ž2034. Severně prochází dálnice A4, severovýchodně hraniční přechod Goričan–Letenye. Protékají zde potoky Sratka (přítok Mury) a Novi Kopanec (přítok Trnavy).

## Sousední sídla
| Růžice kompasu | Donji Hrašćan       | Domašinec       |         | Růžice kompasu |
| Růžice kompasu | Palinovec           | Sever           | Goričan | Růžice kompasu |
| Růžice kompasu | Palinovec           | Hodošan         | Goričan | Růžice kompasu |
| Růžice kompasu | Palinovec           | Jih             | Goričan | Růžice kompasu |
| Růžice kompasu | Sveti Juraj u Trnju | Donji Kraljevec |         | Růžice kompasu |